# Amphoe Chaloem Phra Kiat (Buri Ram)
Amphoe Chaloem Phra Kiat (Thai: อำเภอ เฉลิมพระเกียรติ) ist ein Landkreis (Amphoe – Verwaltungs-Distrikt) der Provinz Buri Ram. Die Provinz Buri Ram liegt in der Nordostregion von Thailand, dem so genannten Isan. 

## Geographie
Benachbarte Distrikte (von Osten im Uhrzeigersinn): die Amphoe Prakhon Chai, Lahan Sai und Nang Rong – alle Landkreise liegen in der Provinz Buri Ram.

## Geschichte
Am 5. Dezember 1996 wurde der Landkreis Chaloem Phra Kiat in Buri Ram gegründet, indem die Tambon Charoen Suk, Ta Pek und Isan Khet des Amphoe Nang Rong und  die Tambon Thawon und Yai Yaem Watthana des Amphoe Lahan Sai zusammengelegt wurden.
Er ist einer von fünf Landkreisen in Thailand mit dem gleichen Namen. Alle wurden am gleichen Tag gegründet, um das 50-jährige Thronjubiläum von König Bhumibol Adulyadej (Rama IX.) zu würdigen.

## Sehenswürdigkeiten
- Prasat Hin Khao Phanom Rung (ปราสาทหินพนมรุ้ง) – gewaltiger und sehr schöner Felstempel aus dem 12. Jahrhundert auf einem 400 Meter hohen erloschenen Vulkankegel mit einem herrlichen Blick auf die flache Landschaft bis nach Kambodscha; die Anlage wird als „Angkor Wats kleiner Bruder“ bezeichnet. Ein Tempelfest findet jeden April statt.

## Verwaltung

### Provinzverwaltung
Der Landkreis Chaloem Phra Kiat ist in fünf Tambon („Unterbezirke“ oder „Gemeinden“) eingeteilt, die sich weiter in 67 Muban („Dörfer“) unterteilen.
| Nr. | Name              | Thai       | Muban | Einw. |
| --- | ----------------- | ---------- | ----- | ----- |
| 1.  | Charoen Suk       | เจริญสุข     | 14    | 6.529 |
| 2.  | Ta Pek            | ตาเป๊ก      | 11    | 9.181 |
| 3.  | Isan Khet         | อีสานเขต    | 15    | 8.383 |
| 4.  | Thawon            | ถาวร       | 11    | 7.363 |
| 5.  | Yai Yaem Watthana | ยายแย้มวัฒนา | 16    | 8.574 |

### Lokalverwaltung
Es gibt drei Kommunen mit „Kleinstadt“-Status (Thesaban Tambon) im Landkreis:
- Phanom Rung (Thai: เทศบาลตำบลพนมรุ้ง)
- Yai Yaem Watthana (Thai: เทศบาลตำบลยายแย้มวัฒนา)
- Thawon (Thai: เทศบาลตำบลถาวร)

Außerdem gibt es zwei „Tambon-Verwaltungsorganisationen“ (องค์การบริหารส่วนตำบล – Tambon Administrative Organizations, TAO):
- Charoen Suk (Thai: องค์การบริหารส่วนตำบลเจริญสุข)
- Isan Khet (Thai: องค์การบริหารส่วนตำบลอีสานเขต)